# Jiří Sasko-Altenburský
Jiří Sasko-Altenburský (24. července 1796 – 3. srpna 1853) byl sasko-altenburským vévodou.

## Rodina
Jiří se narodil jako čtvrtý syn, ale druhý přeživší Fridricha Sasko-Altenburského a Šarloty Jiřiny Meklenbursko-Střelické. V letech 1813–1814 bojoval na rakouské straně ve válce proti Napoleonské Francii.
Vévodou sasko-altenburským se stal v roce 1848, po abdikaci svého staršího bratra Josefa.

## Manželství a potomci
Jiří se 7. října 1825 v Ludwigslustu oženil s Marií Luiou Meklenbursko-Zvěřinskou, dcerou dědičného meklenbursko-zvěřinského velkovévody a Jeleny Pavlovny Romanovové.
Jiří měl s Marií Luisou tři syny:
- 1. Arnošt I. Sasko-Altenburský (16. 9. 1826 Hildburghausen – 7. 2. 1908 Altenburg), vévoda sasko-altenburský od roku 1853 až do své smrti
  - ⚭ 1853 Anežka Anhaltsko-Desavská (24. 6. 1824 Dessau – 23. 10. 1897 Hummelshain)
- 2. Albrecht Fridrich August Bernard Ludvík Antonín Karel Gustav Eduard (31. 10. 1827 Hildburghausen – 28. 5. 1835 Ludwigslust)
- 3. Mořic Sasko-Altenburský (24. 10. 1829 Eisenberg – 13. 5. 1907 Arco)
  - ⚭ 1862 Augusta Sasko-Meiningenská (6. 8. 1843 Meiningen – 11. 11. 1919 Altenburg)